# Фомина (Свердловская область)
Фомина — деревня в Ирбитском муниципальном образовании Свердловской области, в которой находится часовня Пантелеймона Целителя.

## География
Деревня Фомина находится в 4 километрах на запад-северо-западе от города Ирбита (по автомобильной дороге — 4 километра), на правом берегу реки Ирбит (правого притока реки Ницы), вдоль запада тянется правобережная старица. В трёх километрах к юго-юго-востоку  от деревни находится остановочный пункт 194 км Свердловской железной дороги.
На юго-востоке деревня Фомина граничит с посёлком городского типа Пионерским, а сам Пионерский граничит с городом Ирбитом. Главная улица деревни — Советская — является сквозным проездом и частью автодороги Ирбит — Чащина.

## Население
| 2002 | 2010 | 2021 |
| ---- | ---- | ---- |
| 739  | ↘699 | ↗871 |

## Русская православная церковь
Часовня Пантелеймона Целителя. В советское время закрыта, сломаны завершения, позднее заброшена.